# Ca' Loredan (San Marco)
Ca' Loredan (abbreviazione per Palazzo Corner Piscopia, Loredan) è un palazzo veneziano, situato nel sestiere di San Marco e affacciato sul Canal Grande, poco distante dal Ponte di Rialto. È sede, assieme all'attigua Ca' Farsetti, del municipio della città lagunare.

## Storia
Ca' Loredan è fondata nel XIII secolo come fondaco veneto-bizantino per la famiglia Boccasi, estintasi nel XV secolo. Secondo alcuni storici divenuto dimora del doge Jacopo Contarini dopo che si fu ritirato a vita privata, passò alla famiglia Zane. Nei secoli successivi è ampliato e modificato pesantemente, ad opera della famiglia Cornaro Piscopia, che ne prese possesso durante il XIV secolo secondo la volontà di Federico Corner, commerciante più ricco della sua epoca: la ristrutturazione più pesante è effettuata durante il XVI secolo. Nel 1646 vi nacque Elena Lucrezia Cornaro, filosofa, passata alla storia per essere stata la prima donna laureata della storia: ricevette tale titolo il 25 giugno 1678. L'evento, che ebbe una vasta eco internazionale, è ricordato da una targa marmorea riportante un'iscrizione. Nel 1703 divenne dimora dei Loredan, che lo ottennero grazie a un matrimonio tra una figlia di Girolamo Corner con Giovanni Battista Loredan. Divento proprietà nel 1806 della contessa Campagna Peccana, venne trasformato in albergo. Passò nel 1867 al comune di Venezia e divenne sede del municipio assieme a Ca' Farsetti: nuovi interventi di ristrutturazione alterarono pesantemente la sua pianta originale.

## Architettura
Palazzo Loredan è un edificio il cui nucleo più antico è in stile veneto-bizantino, essendo tra gli edifici del Canal Grande che più ne conservano le tracce nonostante le ristrutturazioni. Il piano terra centralmente ha un portico chiuso da cinque archi rialzati, sostenuti da quattro colonne corinzie, sopra il quale, al piano nobile, si colloca un'eptafora (sette finestre) nello stesso stile. Ai due lati del porticato, simmetricamente, si dispongono due finestre a tutto sesto, alle quali corrisponde una trifora al piano nobile. Tale forometria è chiusa da decorazioni bizantine perlopiù di forma circolare. Il secondo piano nobile, che seppur posteriore tenta di emulare lo stile del primo, è caratterizzato da una vasta polifora centrale, alla quale fanno eco monofore laterali. Il palazzo, il cui lato destro è caratterizzato dalla presenza di numerose monofore e del portale di terra, si distingue in quanto presenta quattro cavalcavia che lo collegano a Ca' Farsetti. Posteriormente, presenta una lunga corte che separa le due ali secondarie: vi si affacciano numerose aperture ad arco ed ospita varie vere da pozzo. Il piano nobile contiene il Salone del Consiglio, all'interno del quale si conservano opere d'arte di Benedetto Caliari, Gregorio Lazzarini, Bonifacio Veronese.